# Аквитания (регион)
Аквита́ния (фр. Aquitaine, МФА (фр.): [a.ki.tɛn]; окс. Aquitània, баск. Akitania, лат. Aquitania) — историческая область и бывший административный регион на юго-западе Франции. С 1 января 2016 года является частью региона Новая Аквитания. Административным центром региона являлся Бордо, самый крупный город. Жителей региона называют аквитанцами.

## Этимология названия
Самая современная версия происхождения слова Aquitaine ссылается на латинское слово aqua (вода), от которого пошло название водная страна. Действительно, миллионы лет назад эта территория была покрыта водами Атлантического океана. Наряду с этой версией имеет место гипотеза отдельных латинских авторов, состоящая в том, что Аквитания, по латински Aquitania, происходит от античного названия города Дакс, Aquæ (Tarbellicæ). Однако название «Аквитания» ещё больше походит на название племени аусков (фр. Ausques), жившего до римского завоевания на территории современного департамента Жер, а также на название народности басков.
Термин «Аквитания» в разные периоды времени применялся к различным территориям юго-запада современной Франции. Сформированная Цезарем (согласно Запискам о Галльской войне) как отдельное от Галлии территориальное образование, содержавшее все земли южнее реки Гаронны, римская провинция Аквитания занимала очень большую территорию на севере Империи. Земли, находившиеся южнее, были отделены от Аквитании, вероятно при императоре Траяне, и составляли Новемпопулану, примерно соответствующую Гаскони.
Название Аквитания превратилось в Гиень вследствие фонетических процессов французского языка (озвончение [k], падение начального [a], озвончение и падение [t], палатализация [n] и др.).

## География

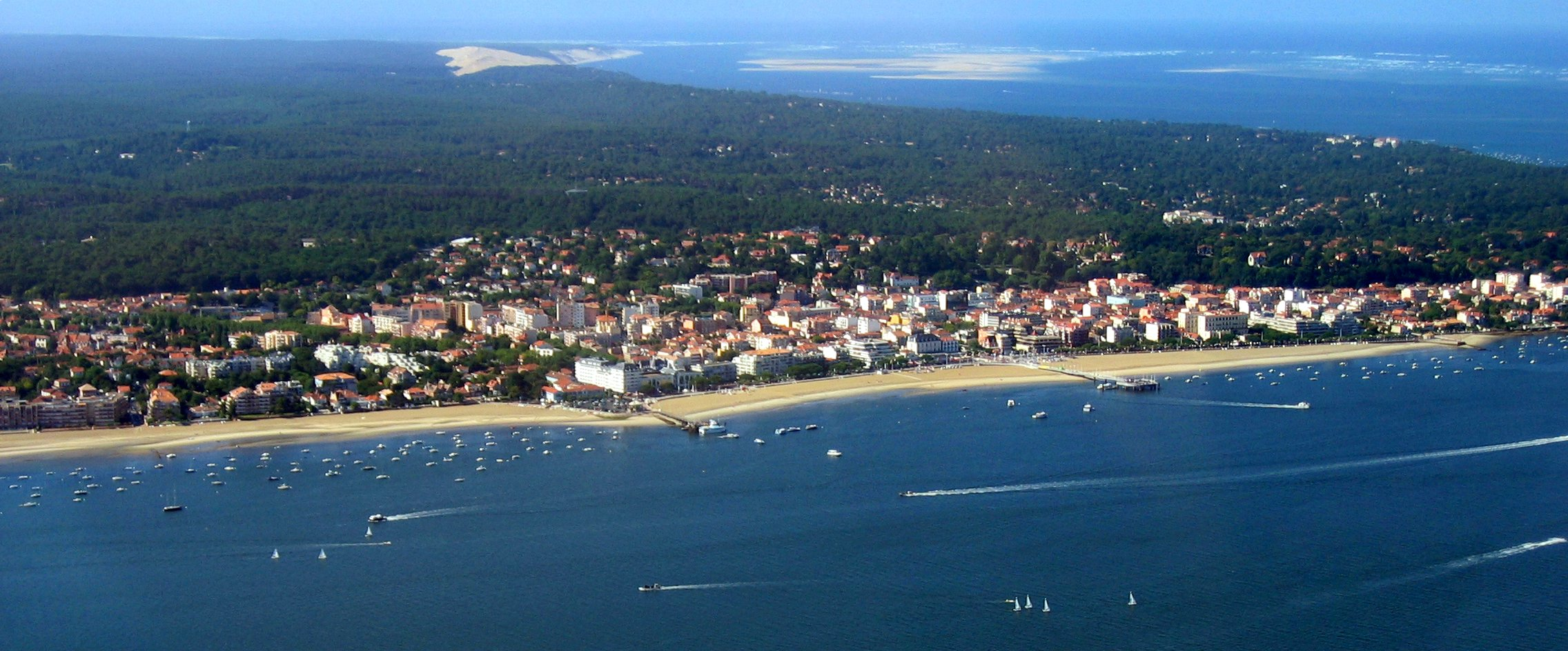
Аркашон на побережье Гасконских Ландов

Аквитания по своей площади, 41 309 км², занимает третье место среди регионов французской метрополии, что составляет 8 % территории государства. Регион располагается южнее столицы Франции; он окружён Пиренеями, Центральным массивом и Бискайским заливом Атлантического океана. На севере региона реки Дордонь и Гаронна, питающие виноградники Бордо, протекают по территории департаментов Дордонь, Жиронда и Ло и Гаронна. На западе региона находится природная область под названием Гасконские Ланды, охватывающая территории департаментов Жиронда, Ланды, а также Ло и Гаронна. На юге, в предгорьях Пиренеев, департамент Атлантические Пиренеи объединил исторические области басков и Беарн.
Аквитания граничила с регионами Юг — Пиренеи, Лимузен, Пуату — Шаранта, соответственно на востоке, на северо-востоке и на севере. На западе регион обладает 300-километровым атлантическим побережьем, за которым закрепилось название «Серебряный берег», которое прерывается бассейном Аркашона и бухтой Сен-Жан-де-Люз. На юге региона по Пиренеям и нижнему течению реки Бидасоа проходит государственная граница с Испанией (Арагон, Наварра и испанская Страна Басков).

## История
Регион, располагавшийся на побережье Атлантического океана к северу от горной системы Пиренеев, стал называться Аквитанией не позже I века до н. э.

### Первобытное общество
Предположительно, вследствие межледникового периода, примерно 40 000 лет назад, на земли Аквитании пришли кроманьонцы. В 1868 году несколько скелетов доисторических людей были обнаружены в Аквитании, в скальном гроте Кро-Маньон возле городка Ле-Эзи-де-Таяк-Сирёй на берегу реки Везер в границах современного департамента Дордонь.

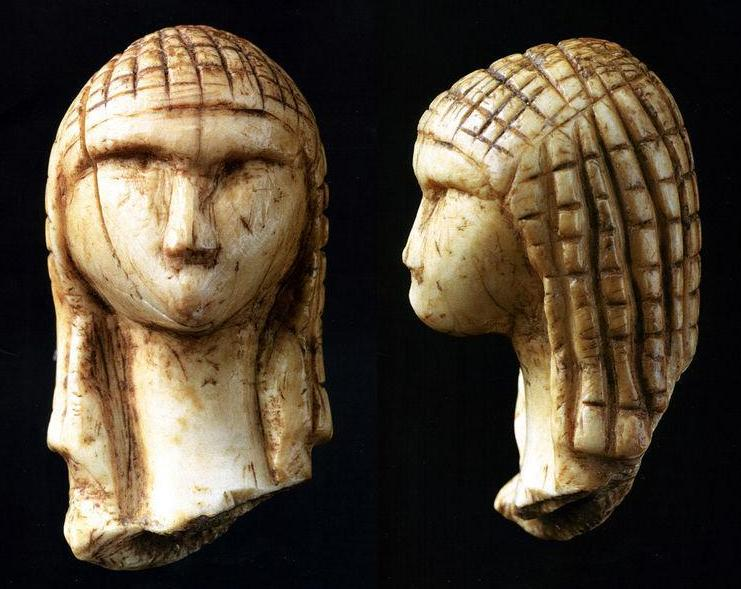
Венера Брассампуйская

Жители Аквитании периода позднего палеолита оставили многочисленные свидетельства своих умений, в числе которых фигурки Венеры Брассампуйской, а периодом палеолита датированы примечательные наскальные изображения в пещере Ласко.
В период последнего обледенения Аквитания стала главным климатическим укрытием Западной Европы. Аквитания имела решающее значение в заселении постледниковой Европы, о чём свидетельствуют различные генетические маркеры, которые встречаются в максимальной концентрации у народа басков.
В период неолита на атлантическом литоральном побережье развивалась цивилизация скотоводов, от которых остались многочисленные дольмены и менгиры.
В Аквитании обширно представлены археологические свидетельства, датированные эпохой Бронзового века (ранний бронзовый век в Медоке, каменные круги позднего бронзового века в Баскских землях).
С приходом римлян кельты были оттеснены к Гаронне. При этом кельты основательно расселились в нижнем течении Гаронны и Жиронды, эта народность называлась битуриги-вибиски и именно они основали современный город Бордо (тогда Бурдигала).

### Древний мир
Территория Аквитании в протоисторическую эпоху отличается от современного административного региона. Её земли простирались от Гаронны до Пиренеев, и от Атлантики до Кузерана. Её население, по мнению Юлия Цезаря, было ближе к иберам, чем к галлам, и имело этническое сходство с народом васконов, жившим в среднем течении полноводной реки Эбро.
В 56 году до н. э. земли Аквитании завоевал Публий Красс, молодой военачальник у Юлия Цезаря.
В период господства Римской империи Аквитанией называлась большая часть юго-запада Галлии, от Пиренеев до берегов Луары, включая Овернь. Административным центром императорской провинции Аквитании последовательно были Сент и Бордо. Впоследствии эта территория была разделена на три провинции (Первая Аквитания, Вторая Аквитания и Аквитания Новемпопулана) в ходе административной и налоговой реформы, предпринятой Диоклетианом. Романизация Новемпопуланы привела к появлению Гаскони.

### Средние века
Аквитания попала под господство вестготов, пришедших из Прованса и Италии в 412—413 годах.
В 418 году Аквитания по договору получает статус федеративного члена (fœdus) обосновавшихся здесь вестготов в Римской империи. Таким образом в Южной Галлии основано первое на территории Западной Римской империи варварское королевство с центром в Тулузе.

Аквитания при Карле Великом

В 507 году призванный епископами Новемпопуланы король франков Хлодвиг включил Аквитанию в Королевство франков, разбив короля вестготов Алариха II в битве при Вуйе.
В 671 году наступила эпоха независимости Аквитании, которой добился герцог Луп I. Между 719 и 732 годами герцоги Эд Великий и Гунальд I (его сын) удерживали власть над Альбижуа. Именно в Альбижуа герцог Эд Великий сражался с сарацинами.
В 732 году герцог Аквитанский потерпел поражение от эмира Абд ар-Рахмана, вторгшегося в Гасконь. Однако арабы были разбиты в битве при Пуатье войсками Карла Мартелла, который после этого присоединил Аквитанию к государству франков.
В 742 и 743 годах имели место военные кампании сыновей Карла Мартелла, Карломана и Пипина Короткого, против Аквитании.
Ежегодно каждую весну, между 760 и 768 годами, Пипин Короткий устраивал кровопролитные походы против аквитанского герцога Вайфара, сына Гунальда I. 2 июня 768 года Вайфар был убит одним из своих приближённых, Варатоном, по приказу Пипина.
В 778 году армия Роланда, пойманная в ловушку вали Сарагосы, была разгромлена наваррцами в горах Ронсесвальес. Затем, в 781 году, Карл Великий создал для своего сына Людовика Благочестивого, которому тогда было 3 года, королевство Аквитанию, земли которого простирались от Роны до Атлантики. Столицей королевства стала Тулуза.
В 814 году Людовик Благочестивый, ставший императором Запада после смерти своего отца Карла Великого, передал королевство Аквитанию своему сыну Пипину, правившему до своей смерти в 838 году. После него королём был провозглашён его сын Пипин II. Однако император Людовик Благочестивый считал этого сына (своего внука) незаконным и принял решение забрать у него королевство Аквитанию и передать его своему четвёртому сыну Карлу Лысому, которого в конце концов в 848 году короновали королём Аквитании. В 855 году Карл Лысый назначил королём Аквитании своего сына Карла III Дитя, но он умер бездетным в сентябре 866 года, и старший сын Карла Лысого, Людовик II Заика, родившийся в 846 году, стал аквитанским королём в 867 году, о чём было объявлено на королевском собрании, созванном в Пуйи-сюр-Луар 6 марта этого года.
В 877 году королевство Аквитания распалось на два герцогства — Гасконь, земли которого располагались южнее реки Гаронны, и Аквитания (позже называлось Гиенью).
В 1058 году два герцогства воссоединились, столицей Аквитании стал город Бордо, до этого входивший в состав Гаскони. В подчинении герцогов Аквитании и Гаскони помимо феодов Гаскони входили графства Арманьяк, Фезансак, Перигор, Пуатье, Ангулем и Ла Марш, а также земли Сентонжа.
Королева Алиенора Аквитанская, дочь герцога Гильома X, была одним из самых влиятельных исторических персонажей средневековой Европы. После расторжения её брачного союза с королём Людовиком VII, она в 1152 году вышла замуж за герцога Нормандии и графа Анжуйского, ставшего в 1154 году королём Англии под именем Генрих II Плантагенет.
Аквитанское герцогство получило имя герцогства Гиень после заключения 12 апреля 1229 года Парижского договора между королём Людовиком IX и графом Тулузы Раймундом VII, который уступал Франции большую часть Лангедока в обмен на прекращение Альбигойского крестового похода.
По условиям заключённого 8 мая 1360 года мирного договора в Бретиньи Франция уступила англичанам Аквитанию (Гиень, Гасконь, Керси, Руэрг, Лимузен и Пуату), Понтьё и Кале. Значительная часть земель, за исключением Гиени, была отвоёвана Дюгекленом в 1370—1380 годах. Соперничество между двумя коронами привело к началу Столетней войны в 1337 году.
Одним из знаменитых аквитанцев стал папа римский Климент V. В миру, Бертран де Го родился около 1264 года поблизости от городка Вилландро в Жиронде, а скончался 20 апреля 1314 года в Рокморе. Будучи архиепископом Бордо, он стал папой в 1305 году, взяв себе имя Климент V. Именно он перенёс папскую резиденцию во французский Авиньон. Вплоть до сегодняшних дней обсуждается его сопротивление или соглашательство с королём Франции Филиппом IV в судебном процессе над Тамплиерами.
Пользуясь своим положением, Климент V покровительствовал строительству замков в южной Жиронде для себя и членов своей семьи. Сегодня эта примечательная серия замков известна под общим названием климентовские шато. Наиболее известными среди них являются замок Вилландро, замок Роктайад, шато Будо и шато Бланкфор.
Присоединению Аквитании к землям французской короны положила победа французов над англичанами в битве при Кастийоне в 1453 году, в ходе которой был завоёван Бордо.
Король Людовик XI отдал герцогство в апанаж своему младшему брату Карлу в 1469 году. После его смерти в 1472 году герцогство окончательно вернулось в королевский домен и Аквитания входила в состав губернаторства Гиень и Гасконь.
25 ноября 1615 года в Бордо состоялась церемония бракосочетания короля Франции Людовика XIII с дочерью испанского короля Анной Австрийской.
18 октября 1649 года бордоские фрондёры захватили замок Тромпет в Бордо.
18 января 1689 года в замке городка Ла-Бред родился французский писатель и философ Монтескьё.

### Новая история
В эпоху Французской революции некоторые представители Аквитании образовали политическую группировку под названием «Жиронда», которой принадлежало большинство мест в Законодательном собрании (в противоположность монтаньярам) и в Национальном Конвенте. Падение жирондистов имело место в апреле—мае 1793 года.
В части индустриализации можно упомянуть обустройство Ландов с созданием самых крупных в Европе лесных угодий.
В 1848 году была открыта железнодорожная ветка «Бордо—Париж».
В честь Аквитании назван астероид (387) Аквитания, открытый в 1894 году.

### Современный период
В эпоху Первой мировой войны 2 сентября 1914 года французское правительство было эвакуировано в Бордо.
10 июня 1940 года французское правительство оставило Париж и переехало в Бордо.
В годы Второй мировой войны начиная с 1942 года в разных городах Аквитании были образованы лагеря для интернированных.19 декабря 1951 года были обнаружены газовые месторождения возле города Лак.

## Административное деление
В состав региона входит пять департаментов: Дордонь, Жиронда, Ланды, Ло и Гаронна и Атлантические Пиренеи.

## Урбанизация региона
Если необходимо кратко характеризовать урбанизацию Аквитании, то следует назвать Бордо и несколько крупных городов, к примеру, По, Байонна и другие административные центры департаментов. При подробном рассмотрении реальность намного сложнее. В первую очередь благодаря последним изменениям в местной политике выросла урбанизация в регионе, население постепенно перемещается в направлении побережья, населяются пригороды и растет конкуренция между городами региона.

### Крупные города
Ниже список 25 самых крупных городов Аквитании.
| Место | Город             | Число жителей | Департамент           |
| ----- | ----------------- | ------------- | --------------------- |
| 1     | Бордо             | 239 157 чел.  | Жиронда               |
| 2     | По                | 81 166 чел.   | Атлантические Пиренеи |
| 3     | Мериньяк          | 66 142 чел.   | Жиронда               |
| 4     | Пессак            | 58 025 чел.   | Жиронда               |
| 5     | Байонна           | 44 820 чел.   | Атлантические Пиренеи |
| 6     | Таланс            | 40 600 чел.   | Жиронда               |
| 7     | Англет            | 35 261 чел.   | Атлантические Пиренеи |
| 8     | Ажен              | 30 199 чел.   | Ло и Гаронна          |
| 9     | Перигё            | 30 152 чел.   | Дордонь               |
| 10    | Биарриц           | 30 046 чел.   | Атлантические Пиренеи |
| 11    | Мон-де-Марсан     | 29 529 чел.   | Ланды                 |
| 12    | Вильнав-д'Орнон   | 27 489 чел.   | Жиронда               |
| 13    | Бержерак          | 26 071 чел.   | Дордонь               |
| 14    | Сен-Медар-ан-Жаль | 25 590 чел.   | Жиронда               |
| 15    | Ла-Тест-де-Бюш    | 22 976 чел.   | Жиронда               |
| 16    | Вильнёв-сюр-Ло    | 22 801 чел.   | Ло и Гаронна          |
| 17    | Бегль             | 22 538 чел.   | Жиронда               |
| 18    | Ле-Буска          | 22 457 чел.   | Жиронда               |
| 19    | Градиньян         | 22 180 чел.   | Жиронда               |
| 20    | Либурн            | 21 764 чел.   | Жиронда               |
| 21    | Лормон            | 21 340 чел.   | Жиронда               |
| 22    | Сенон             | 21 283 чел.   | Жиронда               |
| 23    | Дакс              | 19 557 чел.   | Ланды                 |
| 24    | Эзин              | 18 411 чел.   | Жиронда               |
| 25    | Марманд           | 17 194 чел.   | Ло и Гаронна          |

## Экономика
Регион Аквитания занимает шестое место во Франции по объёму ВВП, что составляет 4,5 %.

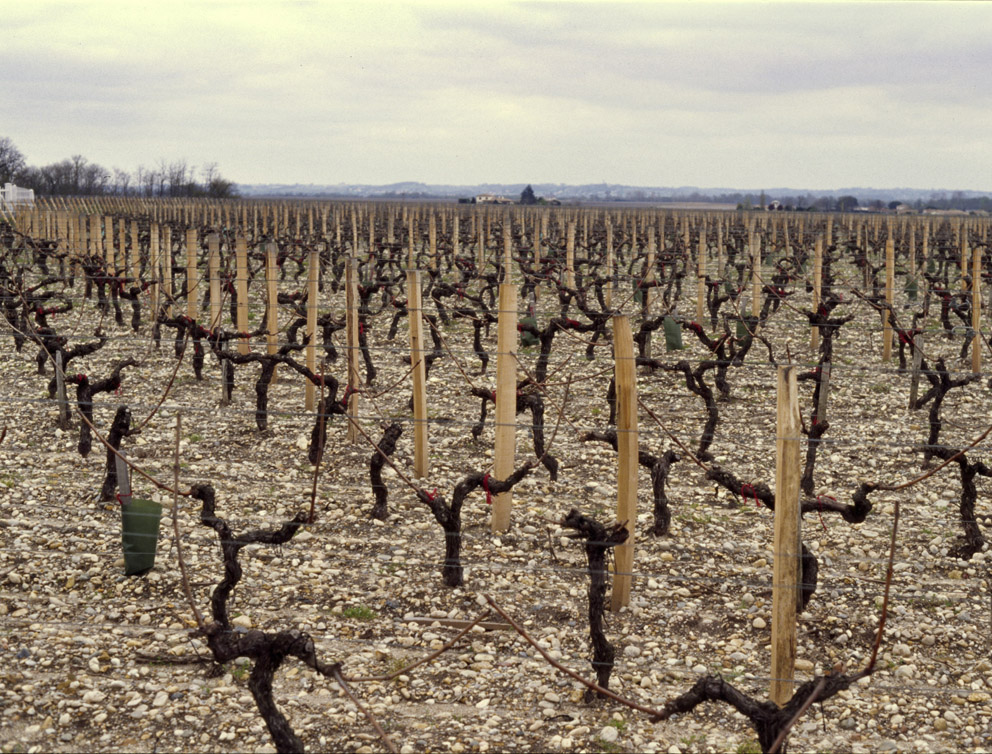
Виноградник в Мули-ан-Медок

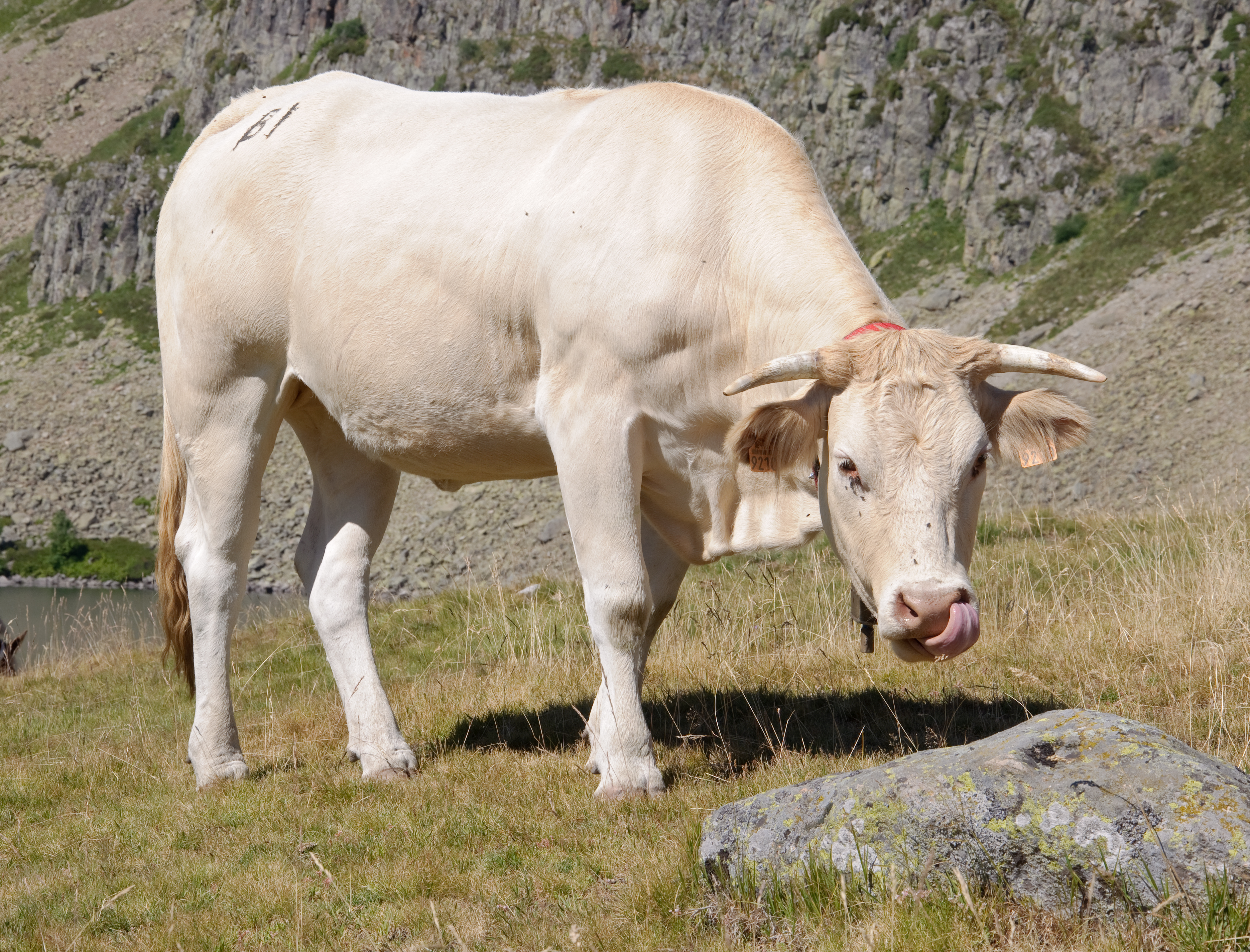
Аквитанская светлая корова на летнем выгоне в Пиренеях

Преобладающее значение в экономике Аквитании имеют сельское хозяйство, лесоводство, рыболовство и в целом аквакультура. Аквитания является главным агропромышленным регионом Франции, 10 % экономически активного населения региона трудится в сельском хозяйстве, тогда как в среднем по Франции этот показатель составляет 4 %.
Аквитания известна, в частности, благодаря вину, производимому в винодельческом регионе Бордо или на склонах апеласьона Журансон. В регионе производится большая часть всего французского чернослива, в том числе знаменитый аженский чернослив, а также земляника, киви, кукуруза, морковь, спаржа и прочие культуры.
Помимо производства растительной продукции в регионе развита животноводческая отрасль, особенно в Пиренеях и в предгорьях Центрального массива. К тому же, Аквитания по-прежнему остаётся ведущим регионом в части производства фуа-гра.
Аквитания также является самым лесистым регионом Франции, лесной массив в Ландах занимает площадь 900 тыс. гектаров.
Главными рыбацкими портами региона являются Сен-Жан-де-Люз, Андай, Капбретон и Аркашон.
И, наконец, разведение устриц в бассейне Аркашона имеет широкую известность.

## Транспорт

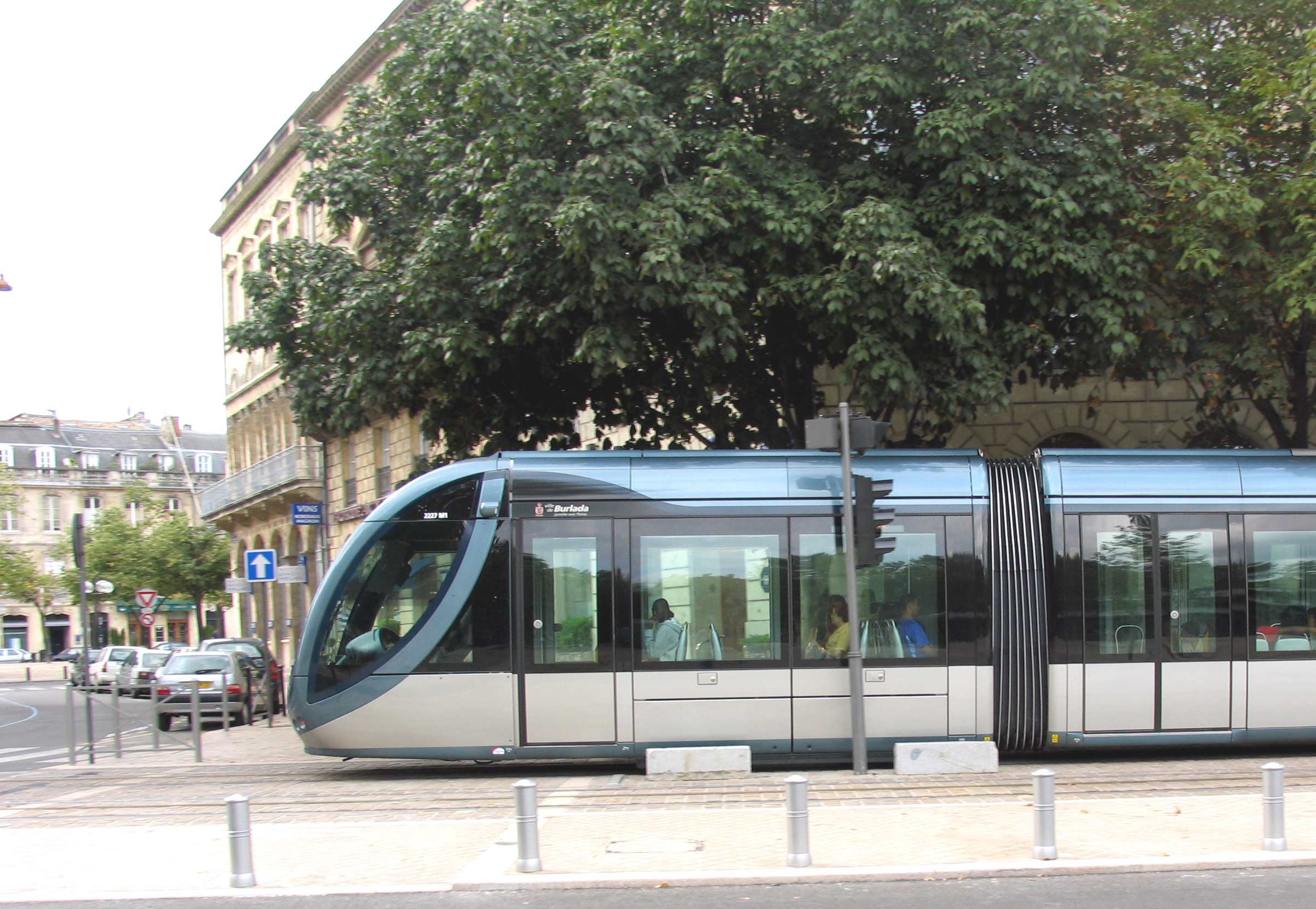
Трамвай в Бордо

### Железнодорожный транспорт
В регионе имеется три основных железнодорожных направления:
- Железнодорожная линия Париж—Бордо—Мадрид, проходящая через испанский Ирун, всегда находилась в приоритете у правительств Франции и Испании и является главным экономическим и транспортным коридором, что служит причиной крупных региональных диспропорций:
  - центры притяжения — Бордо, Байонна—Англет—Биарриц;
  - спад деловой активности в Пиринеях, Дордони, Ло и Гаронна.

На этом направлении работает пассажирская высокоскоростная TGV линия Париж—Тур, проходящая далее через Бордо и Дакс.
- Поперечное направление Бордо—Тулуза.
- Поперечное направление Испания—Италия, проходящее через Ирун, По, Тулузу, Вентимилью.

### Речной транспорт
Французский Южный канал соединяет Гаронну и Средиземное море. Вместе с обводным Гароннским каналом он образует навигационный путь («канал Двух морей») из Атлантического океана в Средиземное море.
Мотивом сооружения этого канала стала торговля пшеницей. Канал был построен в XVII веке, с 1666 по 1681 год, в эпоху правления короля Людовика XIV, под руководством Пьер-Поля Рике и является самым старым из функционирующих в наше время каналов в Европе. Канал включён в список Всемирного наследия ЮНЕСКО.

### Морской транспорт
В регионе функционируют:
- Большой морской порт Бордо ежегодно принимает 1600 судов и обрабатывает примерно 9 миллионов тонн грузов (в том числе 4 миллиона тонн энергоносителей). Сюда также прибывают компоненты авиалайнеров A380, далее направляемые в Тулузу.
- Порт в Байонне.

## Культура

### Языки

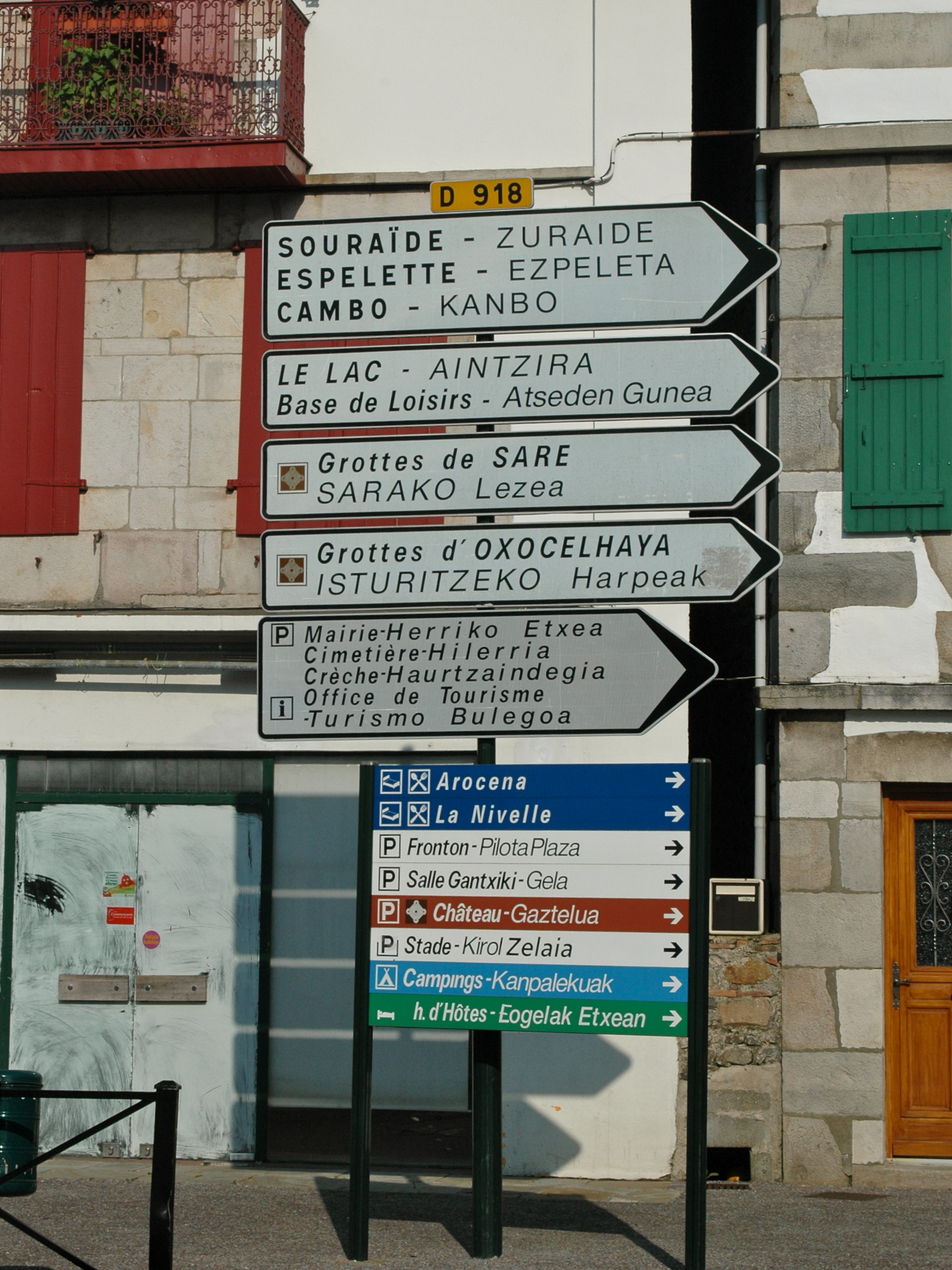
Пример указателей на французском и баскском языках в городе Сен-Пе-сюр-Нивель

В Аквитании активно используется три региональных языка: окситанский, баскский и сентонжское наречие. Сохранилась средневековая аквитанская песня Алентрада, которую по традиции женщины исполняют весной.

### Гастрономия
Являясь главным винодельческим регионом в стране, Аквитания производит четверть виноградарской продукции Франции.
Гастрономические особенности юго-западной Франции ярко представлены в Жирондистской Гиени, в Гасконских Ландах, в Беарне, Баскских землях и Аженской области:
- Устрицы в Аркашоне
- Минога по бордоски
- Рак по бордоски

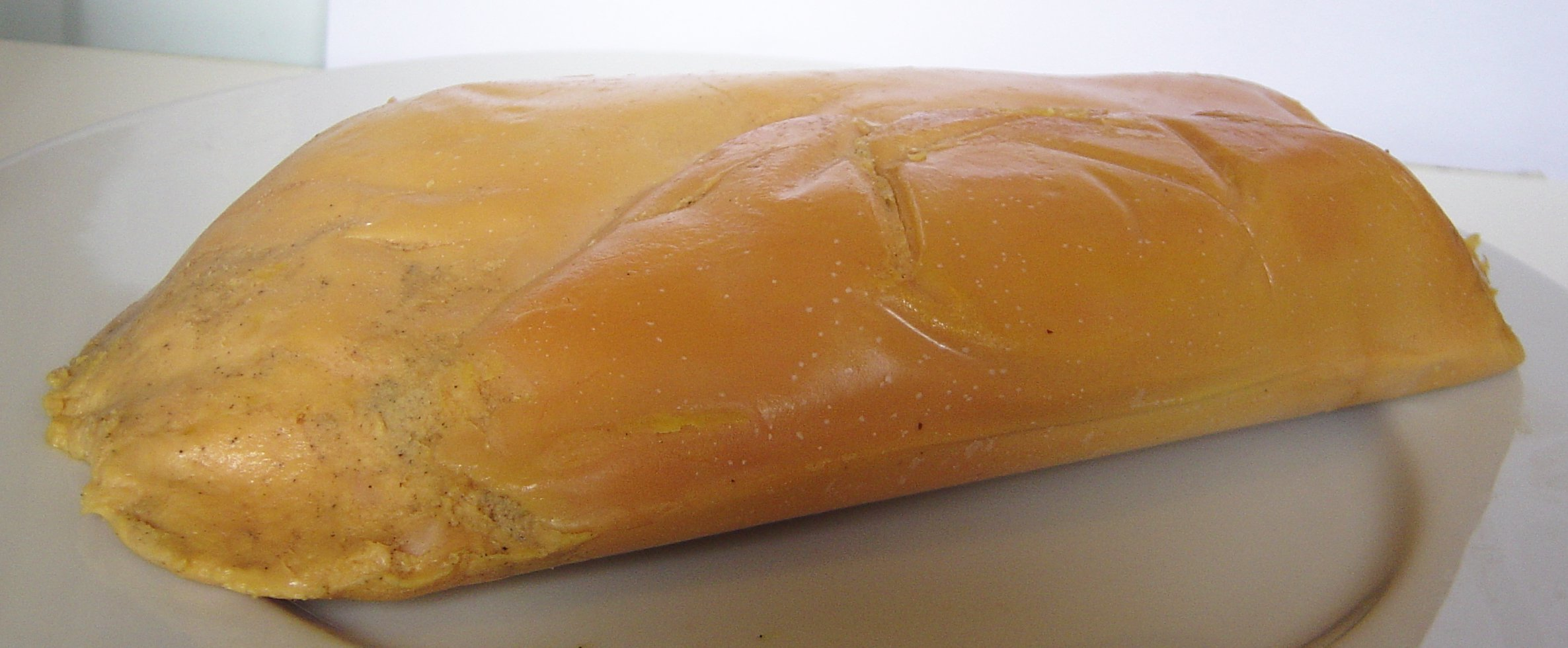
Цельная фуа-гра (частично подготовленная для приготовления паштета)

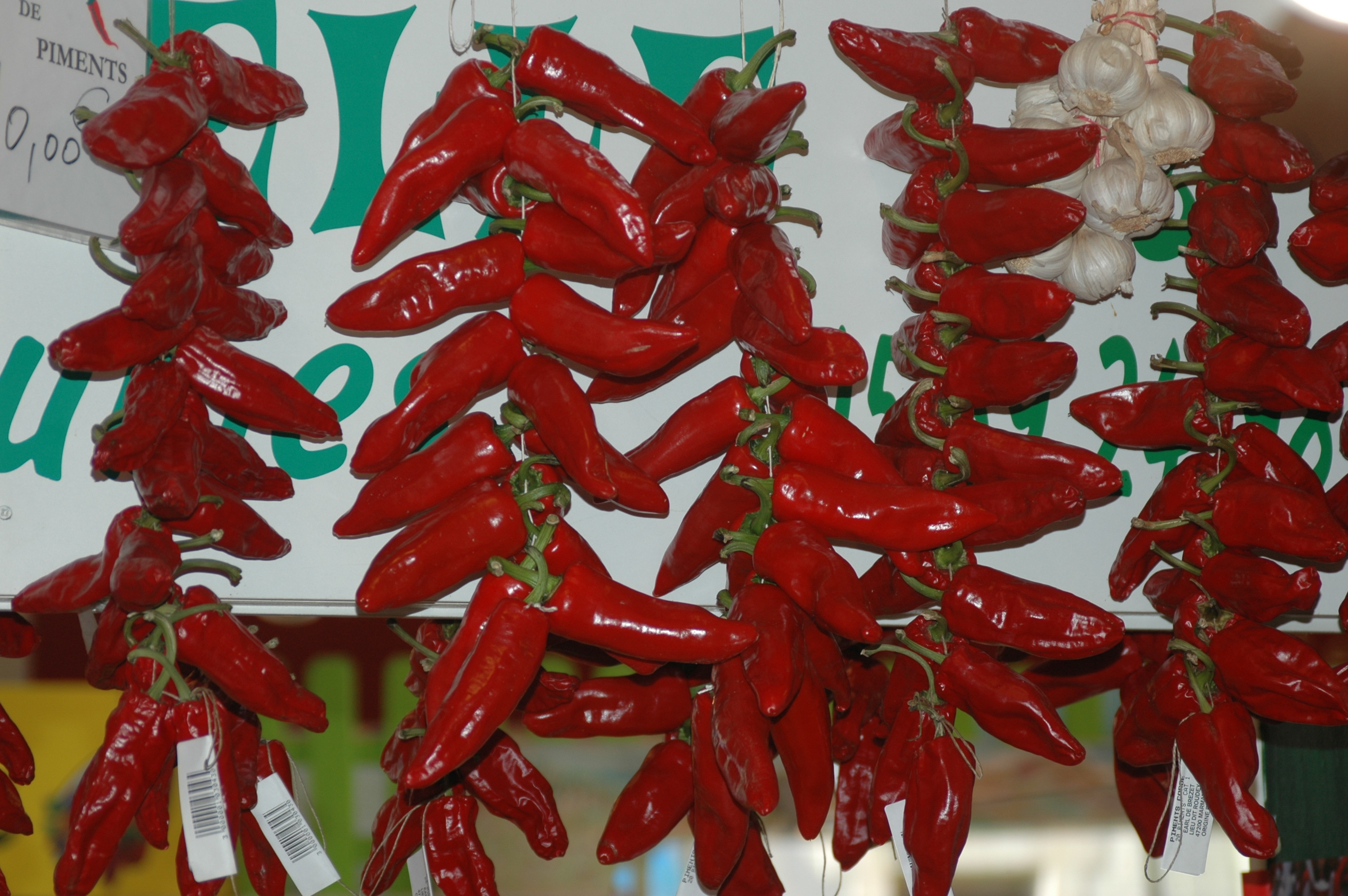
Стручковый перец на рынке в Биаррице

- Грибы, в том числе белые грибы, называющиеся во Франции бордоскими грибами (фр. cèpe de Bordeaux)
- Шалосская говядина, выращенная в соответствующем гасконском терруаре
- Говядина из Базаса (продукт, контролируемый по происхождению (IGP))
- Телячья печень по-бордоски
- Пойакский ягнёнок
- Рагу из вяхиря
- Фуа-гра, утиное конфи, утиное филе и прочие блюда из утки или гуся (паштет из фуа-гра в сотерне и другое)
- Пиперада (овощное блюдо национальной кухни Беарна и Земли басков)
- Суп Гарбюр
- Туртьер с хрустящей корочкой (пирог с яблоками или гасконским черносливом)
- Белое вино Пашранк (фр. Pacherenc-du-vic-bilh)
- Трюфели из Соржа в Перигоре
- Ландский салат
- Томаты из Марманда
- Аженский чернослив в департаменте Ло и Гаронна
- Канеле
- Печенье «Merveilles», напоминающее хворост
- Вино: часть территории эстуария Жиронда, где высажены виноградники, называется у энологов Бордоле (винодельческий регион Бордо), и является первоклассным винодельческим районом, как по объёму производимой продукции, так и по её известности.
- Красное вино Мадиран производится в Верхних Пиренеях, Беарне и Жере.

Беарн имеет свои дополнительные гастрономические особенности:
- Варёная курица по-беарнски
- Белые вина Журансона
- Беарнская кровяная колбаса
- Бордолез (или соус виноторговцев)

Интересно, что в беарнском соусе нет ничего беарнского, поскольку он был придуман в окрестностях Парижа.
Баскские земли имеют свои дополнительные гастрономические особенности:
- Ачоа
- Острый стручковый перец из Эспелета
- Курица по-баскски
- Пирог басков
- Байоннский окорок
- Вино Irouléguy (Ирулеги)